# Up Marden
Up Marden – wieś w Anglii, w hrabstwie West Sussex, w dystrykcie Chichester. Leży 12 km na północny zachód od miasta Chichester i 84 km na południowy zachód od Londynu.